# Fame (soundtrack)
Fame is de originele soundtrack van de gelijknamige film uit 1980, uitgebracht door RSO Records. In 2003 werd het album opnieuw uitgebracht op cd met drie bonustracks, die vervolgens in 2009 en 2012 opnieuw werd uitgebracht.

## Achtergrond
Het originele album bevat negen nummers, die allemaal in verschillende scènes in de film voorkomen. De meeste nummers zijn geschreven door Michael Gore in samenwerking met Dean Pitchford en Lesley Gore.
In de Verenigde Staten werd de titelsong "Fame" van Irene Cara in mei 1980 als single uitgebracht en bereikte de 4e plaats in de Billboard Hot 100-hitlijst, terwijl het album de 7e plaats bereikte in de Billboard 200-hitlijst. Een tweede single, "Out Here on My Own", ook van Cara, werd in augustus uitgebracht en bereikte de 19e plaats in de Hot 100-hitlijst, terwijl de derde single "Red Light" van Linda Clifford plaats 41 was.
In Nederland behaalde de titelsong de eerste plaats in de Nederlandse Top 40 en Nationale Hitparade (Top 50), terwijl het album de tweede plaats bereikte in de Nationale Hitparade LP Top 50-hitlijst.
De muziek uit de film won twee Academy Awards (Oscars) voor beste originele nummer (Michael Gore (muziek) en Dean Pitchford (tekst) voor "Fame") en beste originele muziek (Michael Gore), en een Golden Globe voor beste originele nummer ("Fame").

## Tracklijst
| 1.                 | Fame                                  | Irene Cara                                                            | 5:14 |
| 2.                 | Out Here on My Own                    | Irene Cara                                                            | 3:11 |
| 3.                 | Hot Lunch Jam                         | Irene Cara                                                            | 4:10 |
| 4.                 | Dogs in the Yard                      | Paul McCrane                                                          | 3:13 |
| 5.                 | Red Light                             | Linda Clifford                                                        | 6:10 |
| 6.                 | Is It Okay If I Call You Mine?        | Paul McCrane                                                          | 2:40 |
| 7.                 | Never Alone                           | Contemporary Gospel Chorus of the High School of Music and Art        | 3:23 |
| 8.                 | Ralph and Monty (Dressing Room Piano) | Michael Gore                                                          | 1:49 |
| 9.                 | I Sing the Body Electric              | Laura Dean, Irene Cara, Paul McCrane, Traci Parnell, Eric Brockington | 4:59 |
| Totale duur: 35:08 |                                       |                                                                       |      |

| 10.                | Miles From Here (eerder niet uitgegeven) | Paul McCrane | 3:01 |
| 11.                | Out Here On My Own (Instrumental)        | Michael Gore | 3:12 |
| 12.                | Fame (Instrumental)                      | Michael Gore | 5:21 |
| Totale duur: 46:44 |                                          |              |      |

## Prijzen en nominaties
De muziek van Fame werd genomineerd bij de volgende prijsuitreikingen:
| Jaar | Prijs                   | Categorie                                                                         | Genomineerde(n)                                                                               | Uitslag     |
| ---- | ----------------------- | --------------------------------------------------------------------------------- | --------------------------------------------------------------------------------------------- | ----------- |
| 1981 | Academy Awards (Oscars) | beste originele muziek                                                            | Michael Gore                                                                                  | Gewonnen    |
| 1981 | Academy Awards (Oscars) | Beste originele nummer                                                            | Michael Gore (muziek) & Dean Pitchford (tekst) voor "Fame"                                    | Gewonnen    |
| 1981 | BAFTA Awards            | Beste originele muziek                                                            | Michael Gore                                                                                  | Genomineerd |
| 1981 | Golden Globe Awards     | Beste originele muziek                                                            | Michael Gore                                                                                  | Genomineerd |
| 1981 | Golden Globe Awards     | Beste originele nummer                                                            | Michael Gore (muziek) en Dean Pitchford (tekst) voor "Fame"                                   | Gewonnen    |
| 1981 | Grammy Awards           | Best Album of Original Score Written for a Motion Picture or a Television Special | Michael Gore, Anthony Evans, Paul McCrane, Dean Pitchford, Lesley Gore & Robert F. Colesberry | Genomineerd |